# Ritão

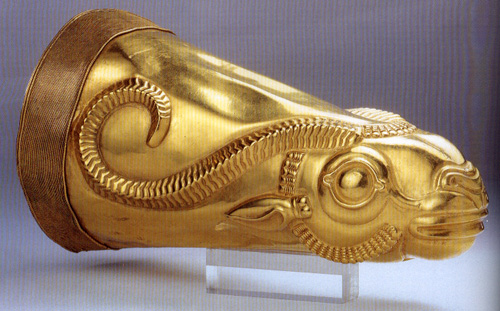
Ritão de ouro do Império Aquemênida; encontrado em Ecbátana, e mantido no Museu Nacional do Irã

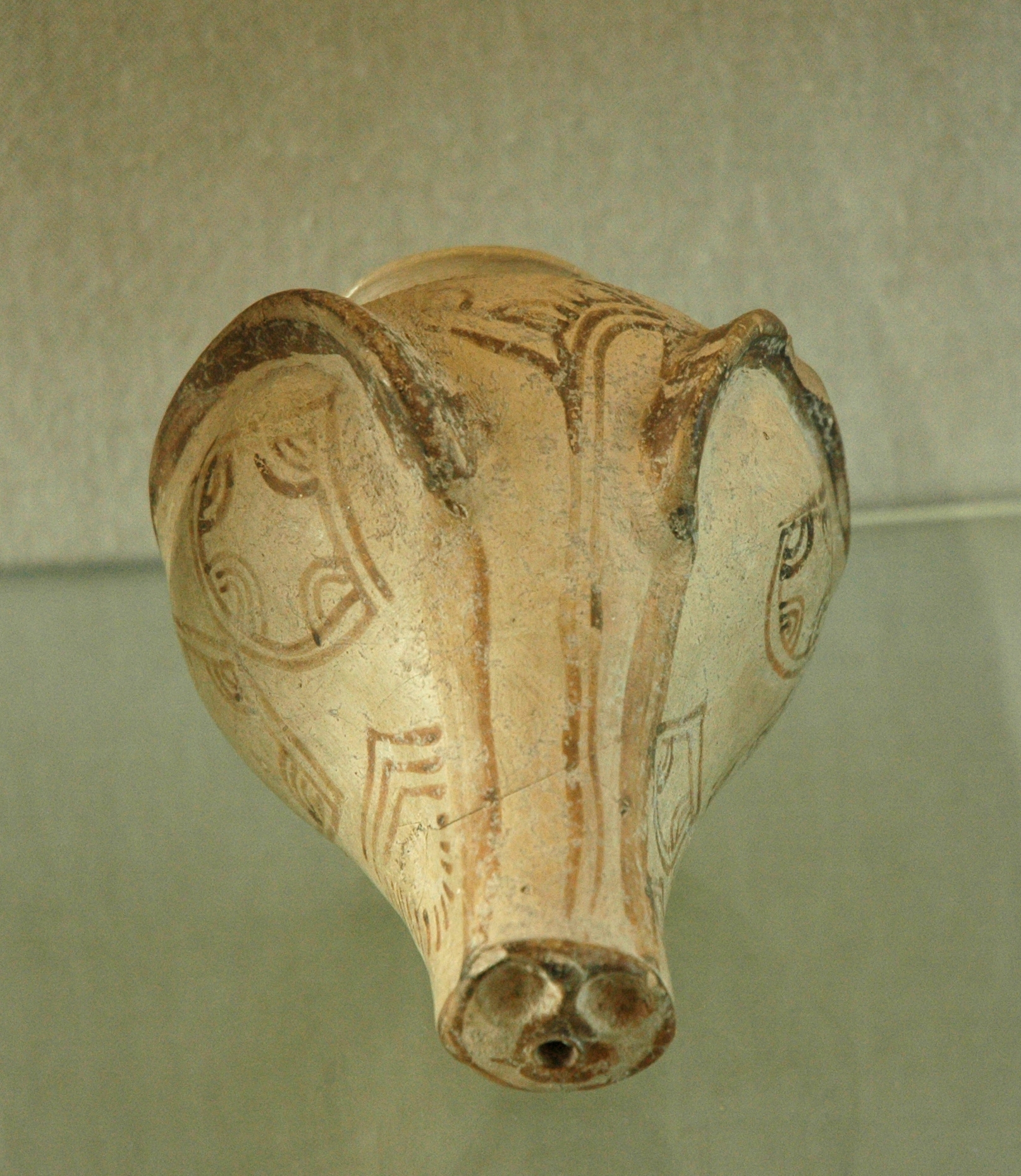
Ritão decorado como uma cabeça de javali, de Ugarite

Ritão (em grego clássico: ῥυτόν; romaniz.: rhytón, plural rhyta) era, na Antiguidade, um recipiente no qual fluidos eram bebidos, ou despejados durante cerimônias como libações. Os ritões eram muito comuns na Pérsia antiga, onde eram conhecidos como tacuque (em persa: تکوک; romaniz.: takuk.[carece de fontes?]
Após uma vitória militar grega ocorrida na Pérsia, diversos objetos de ouro e prata, incluindo ritões, foram trazidos para Atenas. Os ritões persas, que apareceram em grandes quantidades na cidade, passaram a ser imitados imediatamente pelos artistas gregos.

## Nome e função

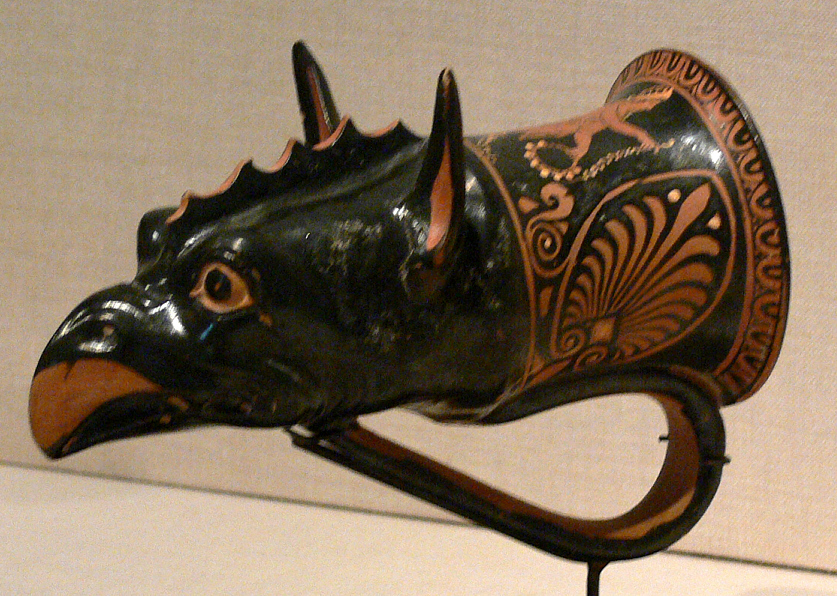
Ritão em forma de grifo, da Apúlia, c. 350-300 aC. Museu de Arte de Dallas, Dallas, Texas.

Acredita-se que o termo rhyton venha do verbo grego rhein, "fluir", do proto-indo-europeu *sreu-, "fluxo", e que portanto significaria "aquele que faz fluir", "aquele que despeja". Diversos recipientes considerados como ritões apresentam uma embocadura larga no topo, enquanto no fundo seu formato se estreita, como um cone, terminando num buraco pelo qual o líquido escorre. O objeto era utilizado para pegar vinho ou água de um recipiente maior, como um barril, era erguido enquanto o buraco de baixo era tampado com o polegar, que posteriormente era removido tanto sobre a boca de quem consumiria o líquido ou sobre o chão, na forma de libação (da mesma maneira que se bebe de um odre).[carece de fontes?]
William Smith, em seu Dictionary of Greek and Roman Antiquities, aponta que esta forma de uso é evidenciada nas pinturas clássicas, e aceita a etimologia sugerida por Ateneu de que o nome viria da frase apo tes rhyseos, "do fluxo". Smith também categorizou o nome como sendo uma forma recente (no período clássico) de um recipiente chamado anteriormente de keras, "chifre", indicando o uso de um chifre de animal para a função, como até hoje ainda é o costume tradicional em determinada localidades. O termo rhyton não está presente na forma mais antiga conhecida do idioma grego, o grego micênico, porém o rhyton no formato de cabeça de touro, dos quais diversos exemplos existem até hoje, é mencionada nos inventários de recipientes encontrados em Cnossos, tais como o tablete 231 (K872), na forma de ke-ra-a, e representado com o ideograma de um touro. A palavra foi restaurada posteriormente na forma de um adjetivo, *kera(h)a, com o h micênico intervocálico.[carece de fontes?]